# Bormann-Ausschuss
Der Bormann-Ausschuss war eine Einrichtung unter der Leitung des Reichsleiters und Chefs der Partei-Kanzlei Martin Bormann im Zeitraum 1942/1943, mit welcher der Einfluss der NSDAP auf die Berliner Großbanken erhöht werden sollte.
Im Lauf des Jahres 1942 gab es Bestrebungen von Gauwirtschaftsberatern, die eine radikale Haltung gegenüber den Berliner Großbanken einnahmen und offen eine Zerschlagung forderten. In einem Schreiben vom 8. August 1942 wandte sich deshalb Bormann an den Reichswirtschaftsminister Walther Funk, um eine „nationalsozialistische Ausrichtung“ bei den privaten Banken zu fordern.
Funk beauftragte gegen Ende des Jahres 1942 den Ministerialdirigenten und Vizepräsidenten der Reichsbank Kurt Lange, diesen Ausschuss zu gründen und die notwendigen Schritte einer personellen Neubesetzung einzuleiten. Funk hatte bei der Auftragserteilung an Lange diesem mitgeteilt, dass Bormann wünsche, bei diesem Vorhaben keinen Druck auf die Banken auszuüben.
Der Bormann-Ausschuss, der bei der NSDAP-Reichsleitung in München organisiert wurde, begann Anfang 1943 mit seiner Tätigkeit, wobei die personelle Zusammensetzung sich ausschließlich aus Gauwirtschaftsberatern zusammensetzte. Lange wurde im Wilhelmstraßen-Prozess im Jahre 1947 dazu unter Eid vernommen. Dabei nannte er den Ausschuss mit der Bezeichnung Bormann-Bank-Komitee. 
Lange berichtete, dass eine Anzahl von Gesprächen mit Vertretern von Banken stattfanden, um die vom Ausschuss gewünschten personellen Veränderungen zu erzielen. Dabei bezog er sich auch auf Gespräche mit Vertretern der Dresdner Bank. Lange gab in seiner Aussage an, dass Carl Goetz, Carl Lüer und Karl Rasche ihm versichert hätten, daß sie die Dresdner Bank in solcher Weise leiteten, daß der Nazipartei damit gedient sei. Diese distanzierte Aussage von Lange im Jahre 1947 stand jedoch im Gegensatz zu seiner damaligen Haltung, denn Lange genoss das Vertrauen von Bormann und galt als Parteibuchkarrierist.
Die Vertreter der Dresdner Bank lehnten damit aber Neubesetzungen in der Führung der Bank mit Personen ab, die keine Erfahrung im Bankwesen besitzen würden.